# Alba d'acciaio
Alba d'acciaio (Steel Dawn) è un  film del 1987 diretto da Lance Hool, di ambientazione fantascientifica post apocalittica.

## Trama
Dopo l'ultima, disastrosa guerra atomica, l'umanità residua sopravvive su lande desertiche, lottando soprattutto per l'acqua. Nomad, un guerriero, dopo aver assistito in una baracca al brutale assassinio di un suo maestro ormai vecchio, proclamante la pace per mano di Sho, un altro guerriero, giunge in una valle dove vivono Kasha (vedova di un valoroso pilota, che lui ha conosciuto e stimato) con il suo bambino ed il vecchio Tark; con qualche lavoratore, tutti si occupano di semplici lavori agricoli, tanto da sfamarsi. Ma la donna ha un segreto e un progetto: costruire un acquedotto, per dare l'acqua agli altri abitanti della vallata. Assunto Nomad per i lavori correnti, Kasha si decide un giorno a svelargli il segreto, anzi il vero tesoro che il sottosuolo nasconde, giusto sotto la propria casa: una sorgente inesauribile e copiosa. Mentre Nomad e Kasha si innamorano e lui insegna al bambino mille utili nozioni, continuano le mene malvagie di Damnil, un potente guerriero dei dintorni sempre contornato dei suoi ribaldi, che vuole per sé il controllo della vallata. Assoldato il truce Sho per contrastare Nomad, capitato in loco per guastare i suoi piani, dopo un primo e durissimo scontro con Nomad, fa rapire il bambino di Kasha, la quale si precipita da Damnil per riprenderselo, disposta a cedere anche la sorgente. Ma Nomad interviene: elimina gli scherani; lotta a sangue con Sho, che muore in duello; caccia Damnil e riporta a casa Kasha e il figlio di costei. Anche se Tark nel frattempo è morto, essi faranno l'acquedotto e fonderanno la nuova Meridian, una città che vivrà all'insegna della pace con tutti. L'avvenire appartiene a loro: Nomad, eterno vagabondo, parte verso nuove intrepide avventure.